# فصلنامه فرهنگی پیمان
فصلنامه فرهنگی پیمان زیر نظر مؤسسه ترجمه و تحقیق هور و به کوشش و همت جمعی از پژوهشگران و فرهنگ دوستان ارمنی و همکاری بی‌دریغ محققان و نویسندگان فارسی‌زبان در مؤسسهٔ هور منتشر می‌شود. صاحب امتیاز و مدیر مسئول این نشریه وارطان وارطانیان می‌باشد.
هدف از انتشار فصلنامه، معرفی مشترکات فرهنگی ایرانیان ارمنی و سایر ایرانیان به‌طور عام و شناساندن بزرگان دانش و فرهنگ و آثار آنان به ویژه در ارتباط با فرهنگ ایران زمین به‌طور اخص، ارائه جلوه‌هایی از فرهنگ و عدالت‌خواهی تاریخی ارمنیان به پژوهشگران و خوانندگان خود بوده است.
فصلنامهٔ پیمان از بهار سال ۱۳۷۵ به خانواده نشریات ایرانی پیوسته و با گسترش مستمر دایرهٔ همراهان و بسط گسترهٔ تحقیقات فرهنگی خود، هم اینک در قالب مرجعی پربار در دسترس دانش پژوهان و محققان فرهیخته قرارگرفته است.
فصلنامهٔ پیمان طی شمارگان گذشته خود بر آن بوده است که پیام فرهنگ و ادب فارسی را به ادبیات ارمنی و سخن ادب ارمنی را به دریای فرهنگ فارسی‌زبان راه داده، بتواند قدمی هر چند کوچک در راه دوستی تمدن‌ها بردارد.